# Ferme de la Borie-Grande
La ferme de la Borie-Grande est une ferme située en France sur la commune de Raulhac (Cantal), en région Auvergne-Rhône-Alpes.

## Localisation
Le monument se trouve dans le hameau de la Borie-Grande.

## Historique
Ensemble bâti au XIXe siècle, constituant une exploitation agricole liée au château de Messilhac, domaine possédé dès 1538 par Jean de Montamat. La maison porte la date de 1800, la grange-étable celle de 1834. Des éléments plus anciens, comme une pierre sculptée datée de 1595, ont été remployés depuis le château voisin.

### Protection
L'ensemble des bâtiments est inscrit au titre des monuments historiques par arrêté du 15 janvier 1990.

## Description
Exploitation composée d’une maison rectangulaire avec sous-sol, rez-de-chaussée et deux niveaux de combles, prolongée à l’ouest par une porcherie en appentis. La grange-étable, construite sur une parcelle vierge en 1811, possède une étable en rez-de-chaussée, une grange et une remise en combles, avec porte de grange en mur gouttereau et portes d'étable en murs pignons opposés. Elle présente une étable double longitudinale, une porte de grange hors-œuvre surmontée d’un pigeonnier, et un four à pain isolé,.